# Krepost Sveaborg
Le système de fortification terrestre et maritime d'Helsinki (russe : Krepost Sveaborg, Крепость Свеаборг, finnois : Helsingin maa- ja merilinnoitus) est un ensemble de forteresses de la première Guerre mondiale construites autour d'Helsinki en Finlande.

## Présentation
La forteresse faisait partie du système de fortification maritime de Pierre le Grand et sa mission était de protéger les postes finlandais d'artillerie côtière qui protégeaient le golfe de Finlande, les bases navales d'Helsinki et Saint-Pétersbourg de tentatives de  débarquements allemands. 
Le centre du système de fortification était la forteresse de Sveaborg, aujourd'hui connue sous le nom de Suomenlinna.

## Le contexte
À la suite de la guerre de Finlande de 1808–1809, la Suède cède à l'Empire russe 
le Grand-Duché de Finlande et la forteresse de Sveaborg, l'actuelle Suomenlinna.
La forteresse protégeait le sud de la Finlande et devint une base navale pour la flotte de la Baltique. 
Après les guerres napoléoniennes, de nombreux nouveaux bâtiments ont été construits pour améliorer les conditions de vie sur la forteresse, mais les fortifications ont été négligées.
Après le début de la guerre de Crimée en 1853, la construction de nouvelles fortifications a commencé sur les autres îles voisines et sur la rive sud de la péninsule d'Helsinki. 
En 1854, une flotte navale anglo-française pénètre dans la mer Baltique, accélérant les travaux.
Ces fortifications protègent les flancs de la forteresse et donnent de la profondeur à la défense, mais le problème de l'artillerie obsolète n'est pas résolu. 
Ainsi, lorsque la flotte navale anglo-française attaque la forteresse le 6 août 1855, elle peut bombarder la forteresse pendant deux jours à une distance de 4 à 5 km tandis que les meilleurs canons russes ont une portée maximale de 2 500 m,,
.
Après la guerre de Crimée, les fortifications de Viapori sont améliorées en construisant des casemates d'artillerie et de nouveaux bâtiments à l'épreuve des bombes. L'ile Vallisaari, juste à l'est de Suomenlinna, est le premier site des nouveaux travaux de construction.
La dure répression de l'insurrection polonaise de janvier 1863 et la critique qui en a résulté ont aigri les relations entre la Russie et l'Europe occidentale et la Russie a accéléré les travaux de fortification.
Entre 1863 et 1864, des redoutes sont construites sur les îles de Vallisaari, Kuninkaansaari et Santahamina.
Dans les années 1860 et 1870, la Russie a acheté puis construit sous licence de nouveaux canons prussiens Krupp à chargement par la culasse qui sont installés à Viapori.
Au total, 32 nouvelles poudrières en pierre à l'épreuve des bombes seront construites au début des années 1870, améliorant encore les défenses.
La Guerre russo-turque de 1877-1878 est la crise suivante menaçant la paix entre la Russie et l'Angleterre, et de nouvelles batteries sont construites à Viapori sur l'île Kuninkaansaari et les plus anciennes sont rénovées.
On commence à utiliser de nouvelles technologies, le télégraphe, les lignes de chemin de fer et les projecteurs. 
Les améliorations de l'artillerie et des munitions obligent a renforcer les protections des canons en recouvrant les anciens murs et fortifications d'épais murs de terre. 
Avec l'apparition des obus explosifs à la fin du XIXe siècle, la terre et la pierre ne suffisent plus et les premières fortifications en béton avec des portes en acier sont construites à Viapori.
L'amélioration continue des armes à feu leur confère une portée plus longue, nécessitant des télémètres, tandis que des armes à feu et des munitions plus lourdes nécessitent d'améliorer les jetées, les routes, les grues et les chariots de munitions pour transporter les armes à feu ou déplacer les munitions. 
Toutefous, malgré les améliorations, les fonds et les ressources alloués à la forteresse ne suffisent pas pour suivre le rythme de l'évolution de la technologie militaire.
Tandis que certaines parties de la forteresse sont améliorées et que de nouvelles armes ou équipements sont reçus, l'état général de la forteresse est de plus en plus obsolète, et la vulnérabilité des flancs et de l'arrière est un problème récurrent.
À la fin des années 1880 et au début des années 1890, Viapori ne peut plus être considérée comme une véritable forteresse mais seulement comme une position côtière, capable de se défendre uniquement contre un ennemi venant directement de la mer. 
Le rôle principal de la forteresse devient plus un rôle de politique intérieure, car elle  aidera les Russes à garder le contrôle d'Helsinki,,.

## Armement

### Canons côtiers
| Canons                             | juil. 1914 | déc. 1914 | mai 1915 | août 1917 |
| ---------------------------------- | ---------- | --------- | -------- | --------- |
| Modèle 1891 (Calibre 254 mm)       | 0          | 16        | 16       | 24        |
| Modèle 1877 (Calibre 279 mm)       | 10         | 19        | 20       | 12        |
| Modèle 1892 (Calibre 152 mm) Canet | 12         | 12        | 12       | 20        |
| Modèle M1877 (Calibre 152 mm)      | 29         | 2         | 0        | 0         |
| Modèle 1892 (Calibre 75 mm) Canet  | 0          | 14        | 20       | 12        |
| Modèle Nordenfelt (Calibre 57 mm)  | 2          | 15        | 15       | 20        |
| Modèle 1877 (Calibre 279 mm)       | 9          | 8         | 4        | 0         |
| Réf.                               | [ 7 ]      | [ 8 ]     | [ 9 ]    | [ 10 ]    |

|                              |
| Modèle 1891 (calibre 254 mm) |

|                              |
| Modèle 1892 (calibre 152 mm) |

|                              |
| Modèle 1877 (calibre 279 mm) |

|                      |
| Mortiers modèle 1877 |

|                             |
| Modèle 1892 (calibre 75 mm) |

|                                   |
| Modèle Nordenfelt (calibre 57 mm) |

### Canons de campagne
|                      |
| Modèle 1877 (152 mm) |

|                      |
| Modèle 1877 (152 mm) |

|                      |
| Modèle 1877 (152 mm) |

|                      |
| Modèle 1877 (107 mm) |

|                      |
| Modèle 1877 (152 mm) |

|                     |
| Modele 1902 (76 mm) |

## Front terrestre
Pour protéger Krepost Sveaborg et en particulier la base navale d'une attaque allemande depuis la terre, des fortifications sont construites pour protéger la forteresse. 
Les premières fortifications sont construites à la hâte en 1914 pour bloquer l'accès à la péninsule d'Helsinki et pour garder le flanc Est de Laajasalo et Santahamina par une ligne de fortifications éparses à Ruskeasuo-Pasila-Käpylä-Koskela-Viikki-Herttoniemi-Roihuvuori. 
Lauttasaari, Meilahti et Laajasalo sont aussi partiellement fortifiées. 
Il était aussi prévu de fortifier Kulosaari et Vartiosaari. 
Ces premières fortifications étaient situées à 6-7 km du centre-ville d'Helsinki, la défense étant concentrée dans des redoutes fortifiées au sommet d'une colline,.
Au début 1915, il est décidé de construire de nouvelles défenses plus éloignées du centre-ville. 
Les nouvelles défenses seront des fortifications plus solides avec des positions creusées dans la roche ou creusées dans le sol. 
Les fortifications sont construites en bois et en pierre ainsi qu'en béton avec un réseau de structures défensives, avec des tranchées, des fosses à fusils, des nids de mitrailleuses, des enchevêtrements en fil de fer barbelé, des abris et des routes.
Les batteries d'artillerie sont installées à 0,5–1,5 km derrière la ligne de front, souvent situées sur une pente. Les batteries d'artillerie avaient 2 à 6 canons, le plus souvent quatre.
Des caponnières solidement fortifiées assurant le feu de flanc ont été construites sur les places de la ligne de front.
La première ligne du nord a été construite à Leppävaara-Kaarela-Pakila-Pukinmäki-Myllypuro-Vartiokylä. 
La construction d'une ligne de l'ouest, s'étendant de Leppävaara à Westend via Tapiola a commencé peu de temps après.
Fin 1915, il est décidé de construire une ligne de défense extérieure sur les secteurs Nord et Est, étendant les fortifications vers le nord et l'est de Pukinmäki à Malmi, Mellunkylä et Vuosaari.
Les travaux de fortification se poursuivront jusqu'à la Révolution de février 1917, et certains travaux sont effectués jusqu'au début 1918. 
Le front terresrre est divisé en trois secteurs, Est, Nord et Ouest avec 36 bases numérotées I-XXXVII. 
Les bases sont généralement construites au sommet des collines, ,,.
|                              |
| Tranchée de combat en béton. |

|                       |
| Fosse de mitrailleuse |

|                       |
| Fosse de mitrailleuse |

|                     |
| Fosse d'observation |

|                      |
| Petit abri sans toit |

|                           |
| Fosse de fusil de type D. |

## Front maritime
| Lignes de défense  | Île                                | Coordonnées                        |
| ------------------ | ---------------------------------- | ---------------------------------- |
| Ligne principale   | Miessaari                          | 60° 07′ 55,88″ N, 24° 46′ 50,49″ E |
| Ligne principale   | Pyöräsaari                         | 60° 07′ 40,18″ N, 24° 46′ 11,56″ E |
| Ligne principale   | Rysäkari                           | 60° 06′ 03,95″ N, 24° 49′ 55,27″ E |
| Ligne principale   | Katajaluoto                        | 60° 06′ 00,57″ N, 24° 54′ 54,68″ E |
| Ligne principale   | Harmaja                            | 60° 06′ 16,58″ N, 24° 58′ 27,27″ E |
| Ligne principale   | Kuivasaari                         | 60° 06′ 03,49″ N, 25° 00′ 54,97″ E |
| Ligne principale   | Isosaari                           | 60° 06′ 07,19″ N, 25° 03′ 08,76″ E |
| Ligne principale   | Santahamina                        | 60° 08′ 44,18″ N, 25° 03′ 01,96″ E |
| Ligne principale   | Itä-Villinki                       | 60° 09′ 28,63″ N, 25° 08′ 15,9″ E  |
| Ligne principale   | Skatanniemi                        | 60° 11′ 34,81″ N, 25° 10′ 40,46″ E |
| Deuxième ligne     |                                    |                                    |
| Lauttasaari        | 60° 09′ 41″ N, 24° 51′ 15″ E       |                                    |
| Melkki             | 60° 07′ 54,65″ N, 24° 53′ 17,97″ E |                                    |
| Pihlajasaaret      | 60° 08′ 23,03″ N, 24° 55′ 20,02″ E |                                    |
| Harakka            | 60° 09′ 01,41″ N, 24° 57′ 27,32″ E |                                    |
| Citadelle centrale | 60° 08′ 37″ N, 24° 59′ 04″ E       |                                    |
| Lonna              | 60° 09′ 16,17″ N, 24° 59′ 23,2″ E  |                                    |
| Vallisaari         | 60° 08′ 08,96″ N, 25° 00′ 06,45″ E |                                    |
| Kuninkaansaari     | 60° 08′ 04,95″ N, 25° 01′ 05,78″ E |                                    |
| Nuottasaari        | 60° 08′ 28,34″ N, 25° 01′ 34,21″ E |                                    |
| Vasikkasaari       | 60° 09′ 10,48″ N, 25° 00′ 46,93″ E |                                    |

## La guerre civile finlandaise
Après la Révolution d'Octobre, le traité de Brest-Litovsk met fin à la participation de la Russie à la Première Guerre mondiale. 
Le traité affirme l'indépendance de la Finlande et oblige les troupes russes à quitter le pays.
Sur les quelque 35 000 soldats et marins russes qui se trouvaient autour d'Helsinki en janvier 1918, la plupart sont démobilisés et renvoyés chez eux ou sont simplement partis le 15 mars 
Environ un millier ont rejoint les gardes rouges finlandais dans la guerre civile finlandaise.
Les dirigeants soviétiques ordonnent au quartier général de Krepost Sveaborg de commencer les préparatifs pour abandonner la forteresse et détruire ce qui ne pouvait pas être évacué au cas où elle tomberait aux mains des Allemands. Certains canons de campagne sont emportés en Russie, mais tous les canons côtiers sont laissés.   
Le 3 avril 1918, la division allemande de la mer Baltique débarque à Hanko, sur sollicitation du Sénat blanc de Vaasa pour combattre les gardes rouges  dans la guerre civile finlandaise.
Les officiers de la flotte russe de la Baltique ont conclu un accord avec les Allemands permettant un départ en toute sécurité des navires de guerre et désarmant la forteresse. 
La plupart des navires russes sont partis à la mi-avril, mais les derniers navires ne sont partis qu'en mai-juin 1918.
Le désarmement, a dû être réalisé en secret car un accord entre le gouvernement soviétique et les gardes rouges finlandais cédait à ces derniers toutes les fortifications. 
Lorsque les Allemands sont arrivés à Helsinki, la Garde rouge ne pouvait utiliser que certaines des fortifications du front terrestre à Leppävaara et Ruskeasuo, et les Allemands avec une force numériquement supérieure bien équipée et entraînée ont rapidement conquis Helsinki entre le 11 et le 13 avril. 
Les gardes russes céderont les forts côtiers aux soldats allemands  conformément leur accord.
Le 12 mai Krepost Sveaborg est renommée Suomenlinna pour célébrer la nouvelle indépendance de la Finlande,,.